# Anglish
Anglish, på svenska ungefär Angliska eller Ängliska (ej att förväxla med fornangliska), är ett slags engelska där alla, eller flertalet, icke-germanska ord rensats ut och ersätts med inhemska, ibland utdöda dito. Tanken är att språket skall ge en bild av hur engelskan kunde ha varit om inte normanderna intagit England efter erövringen år 1066.
Istället för att nyttja ord som härrör från franska, latin och grekiska bildar angliska nya ord med utgångkälla från inhemska samord, återupplivade ord ur fornengelska eller ordrotslån från andra germanska språk, anpassade till nutida engelsk ljudlära. Även anglosaxiska runor förespråkas istället för latinsk skrift.